# Портрет Леона Ленгоффа
«Портре́т Лео́на Ле́нгоффа» або «Хлопчик чистить грушу»(англ. Young Boy Peeling a Pear) — ранній твір французького художника Едуара Мане.

## Таємниця Леона Леєнгофа

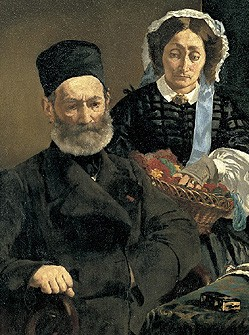
Едуар Мане. Огюст та Ежені Мане, батьки художника.

Мати Леона — Сюзана Ленгофф, уродженка Голландії. Походила з бідної багатодітної родини. Разом з братами перебралася у Париж на заробітки (Рудольф Ленгофф був художником, а Фердинанд — скульптором). Вона була вчителькою музики в родині судді Огюста та Ежені Мане.
В родині зростав син Едуар, що волів стати художником. Суворий батько, що мав власні уявлення про добропорядність поведінки і престижність кар'єри для сина, згоди не давав. В родині запанували напруженість і спротив сторін, жодна з яких не йшла на поступки. Підтримку Едуар отримав від дядька, брата матері, Едмона-Едуара Фурньє, який водив племінника у Лувр, а потім сплатив гроші за його навчання в художній школі. Лише після консультацій батька з добропорядними друзями родини Едуар — отримав дозвіл на художнє навчання в майстерні модного митця Тома Кутюра (1815—1879).
Роками Едуар Мане залежав від грошей батька та не міг забезпечувати себе сам, а обрати інший фах — не захотів.
Безгрошів'я та непевний матеріальний стан митця став в заваді і при створенні власної родини. Лише по смерті батька — Едуар, що став спадкоємцем, одружився, узявши шлюб з вчителькою музики Сюзаною Ленгоф. Це був мезальянс, але на це в родині заплющили очі. Безкінечні любовні пригоди Едуара набридли, йому — тридцять один рік …
Нез'ясованим був і стан Леона Ленгоффа, якого позиціонували як молодшого брата Сюзани. Здивування викликали клопоти навколо вагітної Сюзанни з боку Едуара, той став хрещеним батьком народженого хлопчика, а потім виховував останнього у власній родині. Є підстави вважати, що він був позашлюбною дитиною Едуара Мане та Сюзани. Більше дітей в родині Едуара та Сюзани не було. В роки хвороби Едуара, піклувалися про нього саме Леон з Сюзаною. Хлопець не мав художніх здібностей і художником не був. Помер літньою людиною в Нормандії, не залишивши нащадків.

## Опис твору

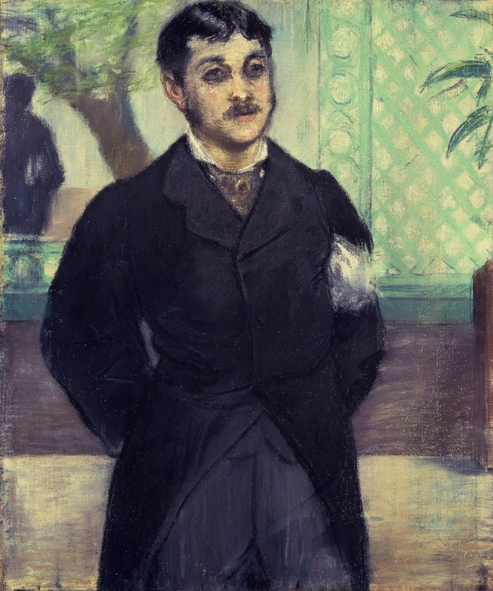
Портрет Луї Готьє-Латюїля, пастель (та ж зачіска).

Біля столу, де стоїть таріль із грушею, сидить юнак. Художник точно подав перехідну добу підлітка, що вже відчув перші протяги дорослішання — звідси модна зачіска, краватка і перша неголена борода.
В Парижі XIX століття була звичка вкривати фрукти, призначені на продаж, невеликим шаром воску аби вони довше не втрачали товарного вигляду, не псувалися. Покупці про це добре знали. Придбані фрукти перед вживанням чистили від шкуринки разом з шаром воску. Саме цим і займається Леон.

## Провенанс
Картина була в збірці художника Андерса Цорна (1860—1920), що працював в Парижі. У 1896 році Цорн і подарував твір Едуара Мане в Національний музей Швеції, що став коштовним внеском в колекцію творів попередників і творців французького імпресіонізму. Це не єдиний твір Едуара Мане в музеї, останній має ще й «Натюрморт з рибами».